# Autoroute A311
Die Autoroute A 311, auch als Antenne de Dijon-Sud bezeichnet, ist eine französische Autobahn, die als Südzubringer für Dijon zur A 31 dient. Ihre Länge beträgt 5,0 km. Sie wurde am 22. Oktober 1974 eröffnet.